# Calephelis yucatana
Calephelis yucatana is een vlindersoort uit de familie van de prachtvlinders (Riodinidae), onderfamilie Riodininae.
Calephelis yucatana werd in 1971 beschreven door McAlpine.